# 宫崎八郎
宮崎八郎（日语：宮崎八郎，1851年—1877年4月6日）是日本明治時代的自由民權運動家。
宮崎八郎的父亲是玉名郡荒尾村（今熊本縣荒尾市）的一位乡士，名叫宮崎政賢（宮崎長兵衛）。宮崎八郎是父亲的次子，自幼同弟弟们一起，跟父亲学习从山東家传来的二天一流。1864年元服后，同父亲一起参加了长州之战。
后来他到藩校時習館学习。1870年进京，结识了中江兆民，并深受他参与翻译的《社会契约论》的影响。
1874年宮崎八郎提出《征韩之议》。
1875年4月26日，作为自由民権運動的领袖，宮崎八郎在熊本縣植木町创立了植木学校。校长是平川唯一，学務委員是学八郎。当年十月，由于县里下拨的资金中断，学校被迫关闭。后进入东京的評論新聞社。
1877 年（明治 10 年），当西乡隆盛在鹿儿岛县的私立学校开始西南战争时，他与其他民权家庭组成了熊本合作军，并于 2 月 21 日加入了河尻的萨摩军，共同对抗桐野俊明领导的政府军。 
1877年，鹿儿岛县私学校的学生，袭击了镇台的弹药库，西南战争由此爆发。宮崎八郎与自由民権運動的同志一道，组成了熊本協同隊。并于2月21日在川尻与薩摩軍会师，在桐野利秋指挥下与政府军交战。4月6日，战死于八代市萩原堤。